# The Blown Away Tour: Live
The Blown Away Tour: Live es el primer DVD en directo de la cantante de country estadounidense Carrie Underwood. Fue lanzado el 13 de agosto de 2013.

## Antecedentes
El álbum fue anunciado por primera vez el 31 de mayo de 2013, y fue filmado en el concierto de Carrie Underwood en Ontario, California el 3 de marzo de 2013. El DVD incluirá veinte canciones, casi 100 minutos de metraje rendimiento, detrás de las escenas de clips, entrevistas de Underwood y el director de la gira Raj Kapoor, videos musicales, y mucho más.

## Lista de canciones
| N.º | Título                                     | Escritor(es)                                                  | Duración |  |
| 1.  | «Good Girl»                                | Carrie Underwood, Chris DeStefano, Ashley Gorley              |          |  |
| 2.  | «Undo It»                                  | Underwood, Kara DioGuardi, Hillary Lindsey, Marti Frederiksen |          |  |
| 3.  | «Wasted»                                   | Lindsey, Marv Green, Troy Verges                              |          |  |
| 4.  | «I Told You So»                            | Randy Travis                                                  |          |  |
| 5.  | «Two Black Cadillacs»                      | Underwood, Lindsey, Josh Kear                                 |          |  |
| 6.  | «Last Name»                                | Underwood, Lindsey, Luke Laird                                |          |  |
| 7.  | «Temporary Home»                           | Underwood, Laird, Zac Maloy                                   |          |  |
| 8.  | «Jesus, Take the Wheel/How Great Thou Art» | Lindsey, Gordie Sampson, Brett James                          |          |  |
| 9.  | «Cowboy Casanova»                          | Underwood, James, Mike Elizondo                               |          |  |
| 10. | «Get Out of This Town»                     | Lindsey, Sampson, Steve McEwan                                |          |  |
| 11. | «Nobody Ever Told You»                     | Underwood, Lindsey, Laird                                     |          |  |
| 12. | «All-American Girl»                        | Underwood, Gorley, Kelley Lovelace                            |          |  |
| 13. | «One Way Ticket»                           | Underwood, Laird, Kear                                        |          |  |
| 14. | «Leave Love Alone»                         | Lindsey, Sampson, Verges                                      |          |  |
| 15. | «Flat on the Floor»                        | Ashley Monroe, James                                          |          |  |
| 16. | «See You Again»                            | Underwood, Lindsey, David Hodges                              |          |  |
| 17. | «Cupid's Got a Shotgun»                    | Underwood, Kear, Chris Tompkins                               |          |  |
| 18. | «Before He Cheats»                         | Kear, Tompkins                                                |          |  |
| 19. | «I Know You Won't»                         | Wendell Mobley, Neil Thrasher, McEwan                         |          |  |
| 20. | «Blown Away»                               | Kear, Tompkins                                                |          |  |

## Rendimiento en las listas
El 19 de agosto de 2013, el DVD debutó en el número 5 en el Reino Unido, siendo el primero la parte superior es el n° 5 nunca en la región. También debutó en el número uno en la lista Top Music Videos en Estados Unidos, por lo que Carrie Underwood es el primer artista del país central para encabezar la tabla desde 2011. El DVD debutó en el número 3 en la lista de Australia ARIA Music DVD, su posición en las listas más altos de county.
El DVD fue certificado Oro por la RIAA el 26 de septiembre de 2013.